# (4684) Bendjoya
(4684) Bendjoya est un astéroïde de la ceinture principale.

## Description
(4684) Bendjoya est un astéroïde de la ceinture principale. Il fut découvert par Henri Debehogne le 10 avril 1978 à La Silla. Il présente une orbite caractérisée par un demi-grand axe de 2,39 UA, une excentricité de 0,109 et une inclinaison de 5,27° par rapport à l'écliptique.
Il fut nommé en hommage à l'astronome français Philippe Bendjoya, qui travaille à l'observatoire de Nice.

## Compléments